# Tom Johnson
Tom Johnson (ur. 18 lutego 1928 w Baldur, zm. 21 listopada 2007 w Falmouth) – kanadyjski hokeista i trener. Występował na pozycji obrońcy w klubach NHL: Montreal Canadiens i Boston Bruins.
W 1959 roku zdobył James Norris Memorial Trophy. W 1970 roku został członkiem Hockey Hall of Fame.
Jako zawodnik w barwach Canadiens 6-krotnie wywalczył Puchar Stanleya (1953, 1956, 1957, 1958, 1959, 1960) i raz jako główny trener Bruins (1972).
Zmarł w wieku 79 lat na atak serca.

## Kariera klubowa
- Winnipeg Monarchs (1946–1947)
- Montreal Canadiens (1947)
- Montreal Royals (1947–1948)
- Buffalo Bisons (1948–1950)
- Montreal Canadiens (1950–1963)
- Boston Bruins (1963–1965)

## Kariera trenerska
- Boston Bruins (1970–1973)